# Морріс Строуд
Морріс Строуд (англ. Morris Strode; нар. 5 червня 1960) — колишній американський тенісист.
Найвищу одиночну позицію світового рейтингу — 98 місце досяг 3 січня 1983, парну — 47 місце — 3 січня 1983 року.
Здобув 1 парний титул.
Найвищим досягненням на турнірах Великого шолома були чвертьфінали в парному розряді.

## Фінали за кар'єру

### Одиночний розряд (2 поразки)
| Результат | W/L | Рік  | Турнір             | Покриття | Суперники     | Рахунок  |
| --------- | --- | ---- | ------------------ | -------- | ------------- | -------- |
| Поразка   | 0–1 | 1982 | Гонконг            | Тверде   | Пет Дюпре     | 3–6, 3–6 |
| Поразка   | 0–2 | 1983 | Каракас, Венесуела | Тверде   | Рауль Рамірес | 4–6, 2–6 |

### Парний розряд (1 перемога)
| Результат | W/L | Рік  | Турнір           | Покриття | Партнер      | Суперники               | Рахунок       |
| --------- | --- | ---- | ---------------- | -------- | ------------ | ----------------------- | ------------- |
| Перемога  | 1–0 | 1982 | Гонконг          | Тверде   | Чарлз Строде | Кім Ворвік Вен Вінітскі | 6–4, 3–6, 6–2 |
| Перемога  | 2–0 | 1982 | Бангкок, Таїланд | Килим    | Чарлз Строде | Майк Бауер Джон Бенсон  | 5–7, 6–3, 3–6 |